# Jenny Haniver

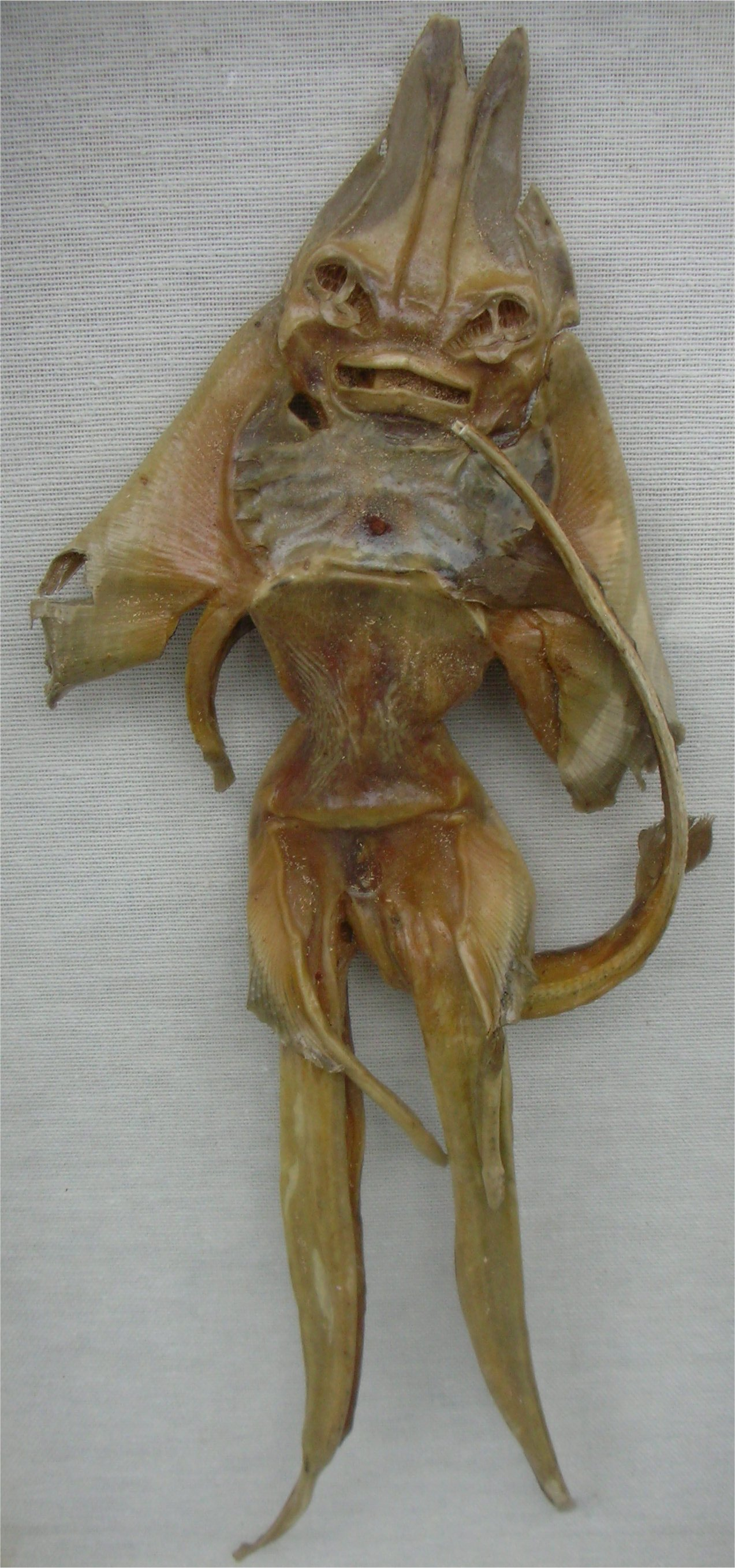
Een Jenny Haniver als duivelspop

Een Jenny Haniver is een pop, die gemaakt werd uit het gedroogde karkas van een rog, vaak een vioolrog. Het karkas werd daartoe met de hand gevormd, en vervolgens gemummificeerd. Het resultaat lijkt dan op een monster of ander fabeldier. 
De naam "Jenny Haniver” verwijst naar een 16-eeuwse oorsprong uit Antwerpen, waar zeelui de monstertjes zouden gemaakt en verkocht hebben. Deze gingen dan als “Jeunes d’Anvers” (“Antwerpse jongeren”) de wereld in, later door Britse zeelui verbasterd tot "Jenny Hanvers", “Jenny Haviers" of “Jenny Haniver”.
De  oudste afbeelding van een Jenny Haniver wordt vermeld in Conrad Gesners Historiae animalium, vol. IV uit 1558. 
Een verwant fabeldier is de monniksvis. 